# غراتس

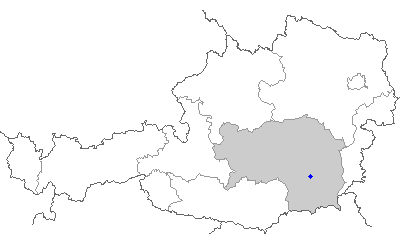
موقع مدينة غراتس

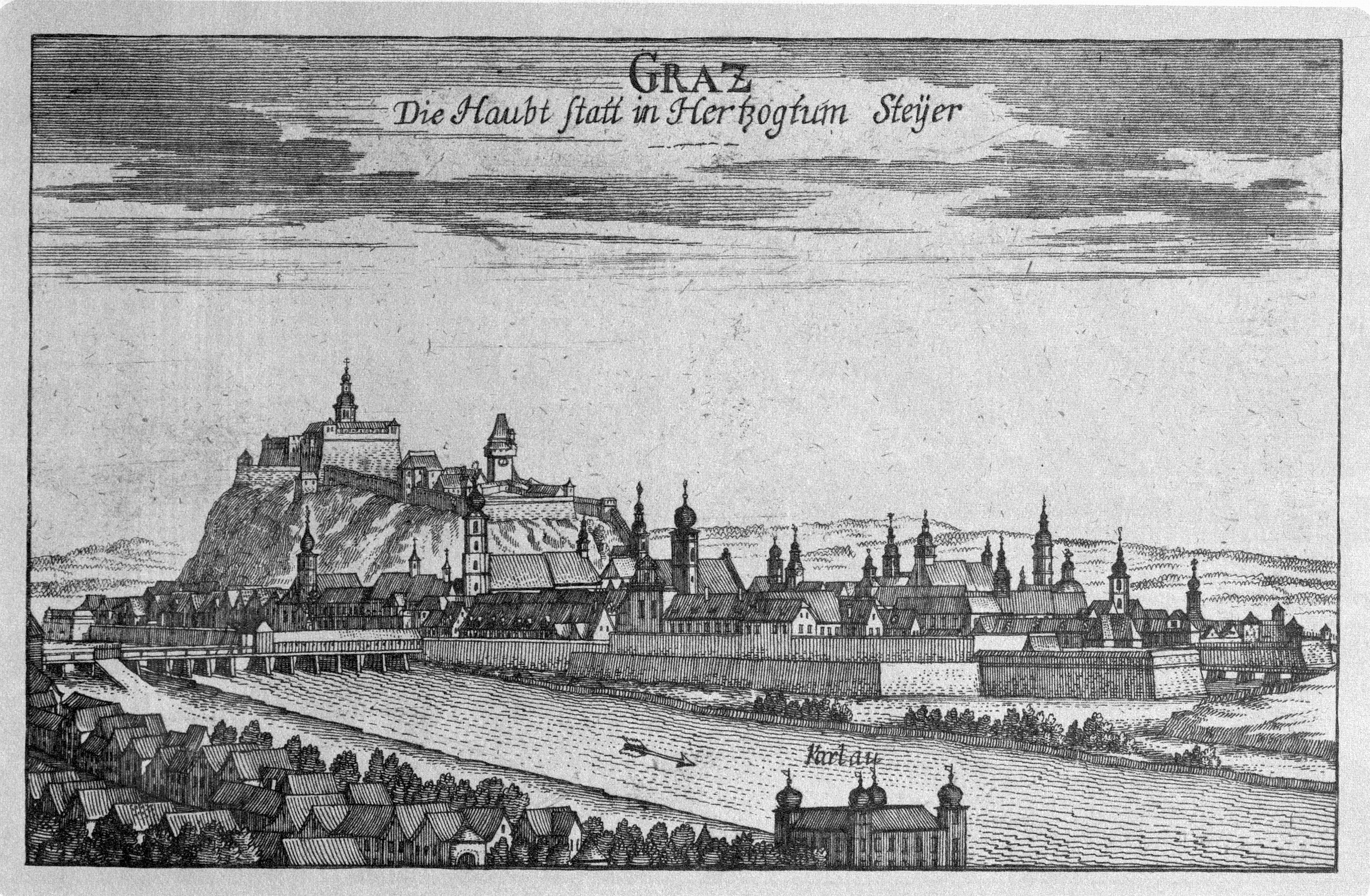
Graz, Mur und Schloßberg, Georg Matthäus Vischer (1670)

غراتس أو إكريزا (بالألمانية: Graz، وبالسلوفينية: Gradec) هي ثاني أكبر المدن النمساوية بعد العاصمة فيينا، وهي المركز الإداري لولاية ستيريا بجنوب شرقي البلاد، مساحتها 127.58 كم2، وعدد سكانها 278750 نسمة (عام 2005)، تعتبر مدينة تعليمية لوجود ستة جامعات وأكثر من 40000 طالب. المدينة القديمة في غراتس تعتبر أحد أفضل المناطق المحفوظة في أوروبا الوسطى، قامت منظمة اليونسكو بإضافتها إلى قائمة مواقع التراث العالمي.
ذكرها الادريسي:
وفي موضع آخر:

## أصول التسمية
كانت غراتس موقعاً لقلعة رومانية. بعدها تم بناء قلعة صغيرة بواسطة السلوفينيين التي أصبحت بعد فترة حصناً منيعاً. في اللغة السلوفينية، معنى كلمة «غراديتس» هو «القلعة الصغيرة». استخدم الاسم الألماني «غراتس» في عام 1128. كانت المدينة مركزاً تجارياً هاماً في ذلك الوقت. حصلت المدينة على امتيازات خاصة في عهد الملك رودولف الأول عام 1281.
تعتبر جامعة غراتس أقدم جامعات المدينة، حيث أسسها الأرشيدوق كارل الثاني في عام 1585. كانت الكنيسة الكاثوليكية تسيطر عليها، ولكن في عام 1782 بواسطة جوزيف الثاني في محاولة للسيطرة على المعاهد التعليمية. أعاد إنشاؤها في عام 1827 بواسطة الإمبراطور فرانتس الثاني، وسميت "Karl-Franzens Universität" أي «جامعة كارل وفرانتسنس».
أعطي أدولف هتلر ترحيباً ساخناً عندما زار المدينة عام 1938، العام الذي انضمت فيه النمسا إلى ألمانيا النازية. تعرضت المدينة للهجوم من قبل العديد من الجهات ولكن معظمها فشل، من بينهم المجريين عام 1481، والعثمانيين في عامي 1529 و1532. احتل جيش نابليون غراتس في عام 1797. وفي عام 1809 اضطرت المدينة بأن تقاوم هجوماً فرنسياً آخراً.

## جغرافيا
تقع المدينة على ضفاف نهر مور بجنوب شرقي النمسا وتبعد بحوالي 2.5 ساعة عن جنوب العاصمة فيينا، غراتس هي عاصمة ولاية ستيريا والمركز الإداري للولاية وأكبر المدن النمساوية، وهي منطقة غابية تحاط بالتلال من ثلاثة جهات.

## المناخ
| البيانات المناخية لـGraz (1971–2000)                              | البيانات المناخية لـGraz (1971–2000) | البيانات المناخية لـGraz (1971–2000) | البيانات المناخية لـGraz (1971–2000) | البيانات المناخية لـGraz (1971–2000) | البيانات المناخية لـGraz (1971–2000) | البيانات المناخية لـGraz (1971–2000) | البيانات المناخية لـGraz (1971–2000) | البيانات المناخية لـGraz (1971–2000) | البيانات المناخية لـGraz (1971–2000) | البيانات المناخية لـGraz (1971–2000) | البيانات المناخية لـGraz (1971–2000) | البيانات المناخية لـGraz (1971–2000) | البيانات المناخية لـGraz (1971–2000) |
| الشهر                                                             | يناير                                | فبراير                               | مارس                                 | أبريل                                | مايو                                 | يونيو                                | يوليو                                | أغسطس                                | سبتمبر                               | أكتوبر                               | نوفمبر                               | ديسمبر                               | المعدل السنوي                        |
| ----------------------------------------------------------------- | ------------------------------------ | ------------------------------------ | ------------------------------------ | ------------------------------------ | ------------------------------------ | ------------------------------------ | ------------------------------------ | ------------------------------------ | ------------------------------------ | ------------------------------------ | ------------------------------------ | ------------------------------------ | ------------------------------------ |
| الدرجة القصوى °م (°ف)                                             | 21.0 (69.8)                          | 20.5 (68.9)                          | 25.1 (77.2)                          | 28.8 (83.8)                          | 34.1 (93.4)                          | 34.3 (93.7)                          | 38.1 (100.6)                         | 38.1 (100.6)                         | 32.0 (89.6)                          | 26.4 (79.5)                          | 23.0 (73.4)                          | 19.2 (66.6)                          | 35.5 (95.9)                          |
| متوسط درجة الحرارة الكبرى °م (°ف)                                 | 2.8 (37.0)                           | 5.8 (42.4)                           | 10.7 (51.3)                          | 15.3 (59.5)                          | 20.5 (68.9)                          | 23.4 (74.1)                          | 25.3 (77.5)                          | 24.7 (76.5)                          | 20.4 (68.7)                          | 14.6 (58.3)                          | 7.7 (45.9)                           | 3.6 (38.5)                           | 14.6 (58.3)                          |
| المتوسط اليومي °م (°ف)                                            | −1.0 (30.2)                          | 1.0 (33.8)                           | 5.1 (41.2)                           | 9.6 (49.3)                           | 14.6 (58.3)                          | 17.7 (63.9)                          | 19.5 (67.1)                          | 18.9 (66.0)                          | 14.7 (58.5)                          | 9.4 (48.9)                           | 3.7 (38.7)                           | 0.1 (32.2)                           | 9.4 (48.9)                           |
| متوسط درجة الحرارة الصغرى °م (°ف)                                 | −3.8 (25.2)                          | −2.9 (26.8)                          | 1.0 (33.8)                           | 4.9 (40.8)                           | 9.5 (49.1)                           | 12.7 (54.9)                          | 14.7 (58.5)                          | 14.3 (57.7)                          | 10.6 (51.1)                          | 5.9 (42.6)                           | 0.9 (33.6)                           | −2.3 (27.9)                          | 5.5 (41.9)                           |
| أدنى درجة حرارة °م (°ف)                                           | −20.2 (−4.4)                         | −19.3 (−2.7)                         | −17.2 (1.0)                          | −5.5 (22.1)                          | −1.3 (29.7)                          | 3.6 (38.5)                           | 6.3 (43.3)                           | 4.9 (40.8)                           | 0.8 (33.4)                           | −6.4 (20.5)                          | −12.7 (9.1)                          | −17.5 (0.5)                          | −19.3 (−2.7)                         |
| الهطول مم (إنش)                                                   | 23.9 (0.94)                          | 30.4 (1.20)                          | 44.1 (1.74)                          | 49.0 (1.93)                          | 86.0 (3.39)                          | 117.8 (4.64)                         | 125.1 (4.93)                         | 113.0 (4.45)                         | 81.1 (3.19)                          | 61.7 (2.43)                          | 51.9 (2.04)                          | 34.9 (1.37)                          | 818.9 (32.25)                        |
| متوسط تساقط الثلوج سم (إنش)                                       | 12.8 (5.0)                           | 15.6 (6.1)                           | 6.5 (2.6)                            | 2.3 (0.9)                            | 0.1 (0.0)                            | 0.0 (0.0)                            | 0.0 (0.0)                            | 0.0 (0.0)                            | 0.0 (0.0)                            | 0.2 (0.1)                            | 9.1 (3.6)                            | 15.5 (6.1)                           | 62.1 (24.4)                          |
| متوسط أيام هطول الأمطار (≥ 1.0 mm)                                | 4.8                                  | 4.8                                  | 6.6                                  | 7.9                                  | 10.6                                 | 11.5                                 | 10.7                                 | 9.7                                  | 7.5                                  | 6.3                                  | 6.5                                  | 5.2                                  | 92.1                                 |
| متوسط الأيام المثلجة (≥ 1.0 cm)                                   | 15.6                                 | 10.0                                 | 4.1                                  | 0.5                                  | 0.0                                  | 0.0                                  | 0.0                                  | 0.0                                  | 0.0                                  | 0.0                                  | 2.8                                  | 9.1                                  | 42.1                                 |
| ساعات سطوع الشمس الشهرية                                          | 90.4                                 | 117.8                                | 145.7                                | 166.4                                | 210.0                                | 213.0                                | 234.4                                | 226.9                                | 174.0                                | 139.6                                | 93.0                                 | 78.8                                 | 1٬890                                |
| المصدر: المؤسسة المركزية للرصد الجوي و الجيوديناميكي [الإنجليزية] |                                      |                                      |                                      |                                      |                                      |                                      |                                      |                                      |                                      |                                      |                                      |                                      |                                      |

## النمو السكاني
| تطور النمو الديموغرافي غراتس بين 1900 و 2006 |         |         |         |         |
| 1900                                         | 1971    | 1991    | 2001    | 2006    |
| 168,808                                      | 249,089 | 237,810 | 226,244 | 248,146 |

## مواليد غراتس
- أرنولد شوارزنيجر (الألمانية: Arnold Alois Schwarzenegger)، لاعب كمال أجسام وممثل وسياسي جمهوري أمريكي من أصل نمساوي
- إيمانويل بوغاتيتز (الألمانية: Emanuel Pogatetz) لاعب كرة قدم نمساوي
- سيباستيان برودل (الألمانية: Sebastian Prödl) لاعب كرة قدم نمساوي

## وصلات خارجية
- الموقع الرسمي